# Nicola Monachesi
Pour les articles homonymes, voir Monachesi.
Nicola Monachesi, né en 1795 à Tolentino et mort en 1851 à Philadelphie, est un peintre italien. Il a réalisé des fresques pour plusieurs églises à Philadelphie.

## Biographie
Nicola Monachesi est né en 1795 à Tolentino, ou 1804 ou 1805. Il a étudié sous Gaspare Landi à l'Accademia di San Luca à Rome. Il a émigré aux États-Unis. Selon les sources, il s'est établi à Philadelphie à partir de 1831 ou en 1832. Il a peint des fresques pour la cathédrale de Philadelphie et pour les églises de St Martin, St Joseph, St Augustine (en) et St Philip, et décoré les églises catholiques St John, St Mary et St Philip. Il est mort en 1851 à Philadelphie.